# Gilbert Comtois
Pour les articles homonymes, voir Comtois.
Gilbert Comtois est un acteur québécois, né le 15 août 1937 à LeMoyne et mort le 19 mai 2021 à Granby.

## Biographie

### Origines
Son ancêtre maternel Jean Garnier est originaire de Chartres. Une fois arrivé en Nouvelle-France, Garnier épouse une filles du roy nommée Madeleine Leguay en 1668.

### Vie privée
Il est le plus vieux d'une famille de 5 enfants. Ses frères et sœurs sont Louise, Pierre, Paul et Jean.
En 1958, il se marie avec Danielle Latour avec qui il adopte un fils, Martin né en 1959. Par la suite, ils ont un fils Patrice né le 1er février 1960 et vient s'ajouter un 3e fils adopté, Stéphane, né le 25 décembre 1963.
À la suite de son divorce, il épouse Louise Desroches, qu'il fréquente depuis 1968, le 29 septembre 1972 avec qui il a deux filles, Caroline née le 29 mars 1983 et Véronique née le 11 septembre 1984. Il divorce de nouveau en 2001 et se remarie avec Diane St-Jacques.

## Filmographie
- 1955 : Beau temps, mauvais temps : Gilles Duquette
- 1958 : Jeunes visages (TV) : Jean Lemire
- 1963 : Ti-Jean caribou (TV)
- 1970 : Symphorien (TV) : Alphonse
- 1970 : Mont-Joye (TV) : Gérard Masson
- 1974 : Bingo
- 1974 : Les Ordres : Policeman
- 1975 : Y'a pas de problème (série télévisée) : Guy Beaulieu
- 1976 : La Piastre : Albert, le patron
- 1976 : Parlez-nous d'amour : Un autre réalisateur
- 1977 : Duplessis (feuilleton TV) : J.A. Côté
- 1977 : Panique
- 1979 : L'Arrache-cœur : Le patron
- 1980 : Marisol (TV) : Eddie
- 1981 : Les Plouffe : Eustache Lafrance
- 1982 : Scandale : Rousseau
- 1983 : Maria Chapdelaine : Edwidge Légaré
- 1984 : Épopée rock (TV)
- 1986 : Lance et compte (série télévisée) : Ben Belley
- 1988 : Lance et compte : Deuxième saison (feuilleton TV) : Ben Belley
- 1989 : Lance et compte : sauvons le National (série télevisée) : Ben Belley
- 1989 : Super sans plomb (feuilleton TV) : Marleau
- 1990 : Un autre homme : Ministre de l'agriculture
- 1991 : Lance et compte : Le crime de Lulu (TV) : Ben Belley
- 1991 : Lance et compte : Envers et contre tous (TV) : Ben Belley
- 1993 : Scoop (TV) : Lafleur
- 1993 : La Florida : Omer
- 1994 : Les grands procès (TV) : M. Caron (Affaire Mesrine)
- 1994 : Jalna (feuilleton TV)
- 1995 : Les Années noires
- 1996 : L'affaire Kafka :Bazin
- 1997 : Urgence
- 1998 : Réseaux (TV) : Vincent Chélios
- 1999 : Deux frères (TV) : Député Michaud
- 2001 : Si la tendance se maintient (TV) : Charles-André Dupuis
- 2002 : Tabou (TV) : Walter
- 2013 : Mémoires vives (TV) : Monsieur Gagnon